# Керимов, Расим Рафикович
Раси́м Ра́фикович Кери́мов (туркм. Rasim Rafikowiç Kerimow; род. 13 января 1979, Теджен) — туркменский футболист, завершивший игровую карьеру, выступал на позиции защитника.

## Клубная карьера
Воспитанник ашхабадской «Нисы». С 1996 по 2001 года был игроком этой команды. С 2001 по 2003 года выступал за российскую команду первого дивизиона «Локомотив» (Чита). С 2003 по 2007 год, стал игроком футбольной команды Премьер-лиги Украины «Ворскла» (Полтава)

## Карьера в национальной сборной
В 2004 году провёл несколько матчей за национальную сборную Туркменистана. В составе национальной сборной Туркменистана, сыграл 35 матчей, забил 6 голов. Был лидером сборной. Обладал сильным ударом, и точными длинными передачами.